# 费迪南德·冯·弗兰格尔

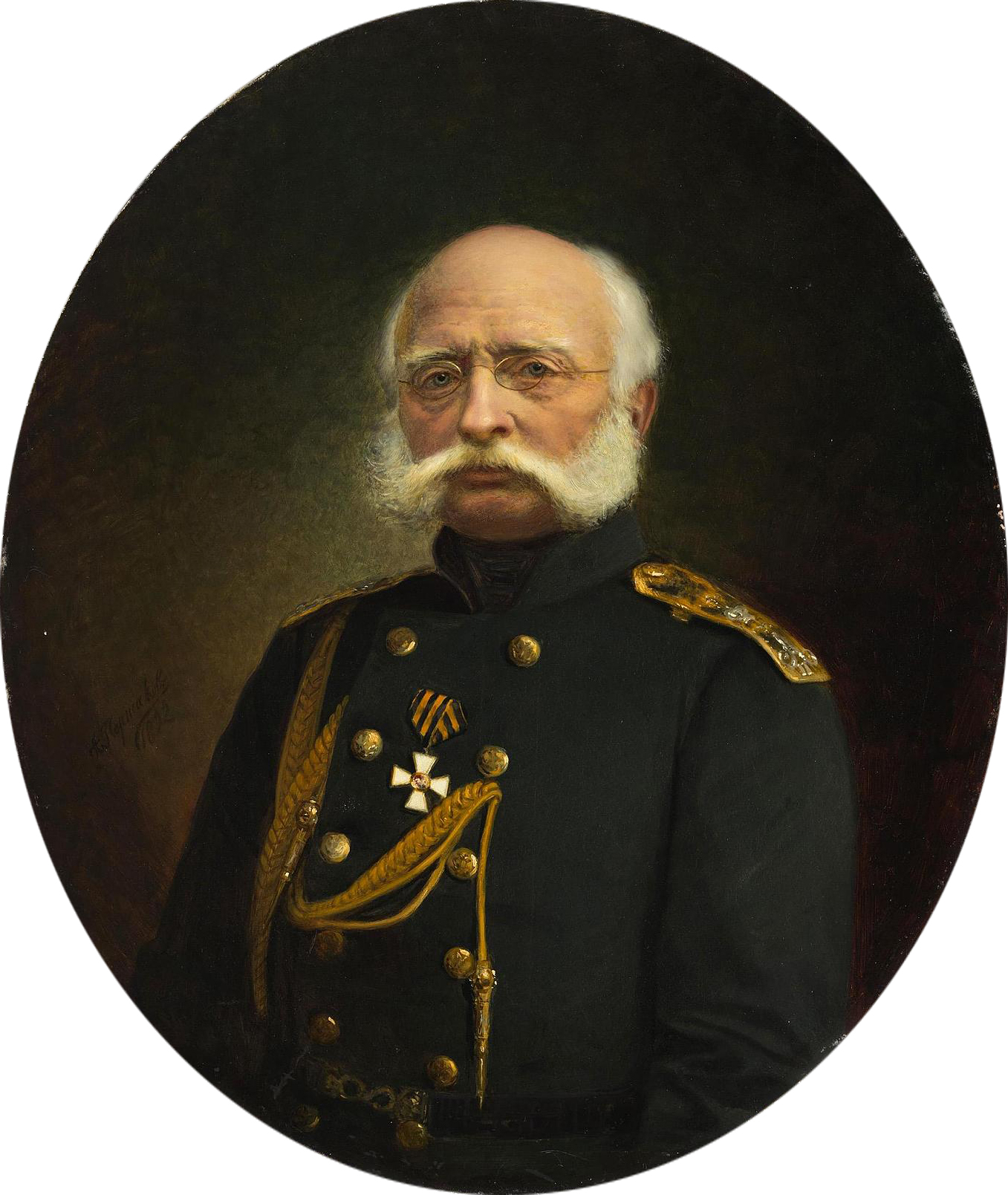
费迪南德·冯·弗兰格尔

费迪南德·弗里德里希·格奥尔格·路德维希·冯·弗兰格尔男爵（德語：Ferdinand Friedrich Georg Ludwig von Wrangel，1797年1月9日—1870年6月6日），俄罗斯的探险家、航海家。波罗的海德意志人。弗兰格尔岛即以他的名字命名。

冯·弗兰格尔是俄罗斯地理学会的创办者，他也是圣彼得堡科学学院（今俄罗斯科学院）的名誉院士。他最著名的事迹是于1830年至1835年期间担任过俄美公司的经理主管，事实上是俄属北美（今美国阿拉斯加州）的总督。